# Bolax costipennis
Bolax costipennis är en skalbaggsart som beskrevs av Ohaus 1928. Bolax costipennis ingår i släktet Bolax och familjen Rutelidae. Inga underarter finns listade.